# Рёшиц
Рёшиц (нем. Röschitz) — ярмарочная коммуна (нем. Marktgemeinde) в Австрии, в федеральной земле Нижняя Австрия. 
Входит в состав округа Хорн.  Население составляет 1048 человек (на 31 декабря 2005 года). Занимает площадь 21,16 км². Официальный код  —  31120.

## Политическая ситуация
Бургомистр коммуны — Эрвин Кроттендорфер (АНП) по результатам выборов 2005 года.
Совет представителей коммуны (нем. Gemeinderat) состоит из 19 мест.
- АНП занимает 12 мест.
- СДПА занимает 7 мест.